# سبنسر جونسون (لاعب كريكت)
سبنسر جونسون (16 ديسمبر 1995 - ) (بالإنجليزية: Spencer Johnson)‏ هو لاعب كريكت أسترالي. لعب مع فريق جنوب أستراليا للكريكت ‏.

## وصلات خارجية
- سبنسر جونسون على موقع إي آس بي آن كريك إنفو (الإنجليزية)